# Mănăstirea Mestecăniș
Mănăstirea Mestecăniș este o mănăstire ortodoxă din România situată în comuna Pojorâta, județul Suceava.

## Repere de istorie și viață spirituală

### Manastirea "Inaltarea Domnului" Pasul Mestecanis
Pasul Mestecăniș se afla în sud-estul Obcinei Mestecăniș, la o altitudine de 1096 m. Pasul asigură legătura între Depresiunea Dornelor și Depresiunea Câmpulung Moldovenesc. Aici, în inima Bucovinei, înconjurată de munți ca o cetate se află Mănăstirea "Înălțarea Domnului", ridicată în cinstea fericiților întru adormire eroi, ostași și luptători români, din toate timpurile și locurile, căzuți pe câmpurile de luptă, în lagăre și închisori, pentru apărarea patriei și a credinței strămoșești, pentru întregirea neamului românesc, pentru libertatea și demnitatea noastră.
Bucovina - nume de legendă și istorie românească cu vechi rezonanțe în cultura și civilizația românească- definește un străvechi spațiu, care în perspectiva timpului avea să dobândească noi valențe, pe măsura oamenilor, care prin nastere, viată și activitate, aveau să se înscrie în patrimoniul de suflet și simțire al acestui neam atât de încercat.
"Bucovina, sublinia Mihai Eminescu, este partea cea mai veche și mai frumoasă a țării noastre, raiul Moldovei", fiindcă "acolo e sfânta cetate a Sucevei, scaunul domniei vechi, acolo scaunul firesc al unui mitropolit care în rang de neatârnare era egal cu patriarhii, acolo sunt moastele celor mai mari dintre domnitorii români, acolo doarme primul descălecat Dragoș, îmblanzitorul de zimbri, acolo Alexandru cel Bun, întemeietorul de legi, acolo Binecredinciosul Voievod Stefan cel Mare și Sfânt, zidul de apărare al crestinătății. Bucovina este "pământ sfânt, a cărui apărare ne-a costat pe noi râuri de sânge, veacuri de muncă, toată inteligența noastră trecută, toate mișcările cele mai sfinte ale inimii noastre".
Mănăstirea "Înălțarea Domnului" se află într-o frumoasă poiană de pe Culmea Giumalăului, cu vedere spre Muntele Giumalău, Poiana Fierului, situată la 4 km pe traseul turistic ce leagă Pasul Mestecăniș de vârful Giumalău. Mănăstire sau inițial schit, a luat ființă în anul 1992 prin donarea suprafeței de pământ de către familia Iacoban, din com. Iacobeni, jud. Suceava. Sub îndrumarea primului stareț Protosinghelului Daniel Leonte s-a ridicat acest Sfânt Locaș cu hramul "Înălțarea Domnului", ajutat fiind de credincioșii din satele, comunele și orașele învecinate, precum și de iubitorii de Hristos din tară. În aceeași măsură s-a îngrijit și de organizarea unei obști monahale cu trăire duhovnicească, specifică acestei tebaide românești care a fost și este ansamblul de mănăstiri, schituri și sihăstrii din zona munților Rarău și Giumalău.
Mănăstirea "Înălțarea Domnului" a fost sfințită în anul 1995 de către Inalt Prea Sfințitul Pimen, Arhiepiscop al Sucevei și Rădăuților. Ansamblul mănăstirii are în componența sa: Biserica cu hramul "Înălțarea Domnului", la 40 de zile după  Paști, Paraclisul cu hramul "Acoperământul Maicii Domnului", pe data de 01 octombrie, clopotnița în care se află doua clopote ce vestesc timpul rugăciunii, prăznicarul, stăreția, chiliile monahilor și o gospodărie anexă pentru animale; toate construcțiile fiind din lemn. În prezent obștea de monahi a mănăstirii este formată din cinci viețuitori povățuiți de Părintele Stareț Protosinghel Onufrie Leonte.